# وودرو ر. تومسون
وودرو ر. تومسون (بالإنجليزية: Woodrow R. Thompson) هو عسكري أمريكي، ولد في 12 مارس 1919 في Belva, West Virginia ‏ في الولايات المتحدة، وتوفي في 9 أكتوبر 1942 في جوادالكانال في جزر سليمان.